# Mesturus
Mesturus is een geslacht van uitgestorven straalvinnige beenvissen uit het Jura.